# Куда
Куда́ — река в Иркутской области России, правый приток Ангары.
Длина — 226 км, площадь водосборного бассейна — 8030 км². Среднегодовой расход воды в районе деревни Грановщина (15 км от устья) составляет 15,11 м³/с (данные наблюдений с 1938 по 1990 год). Высота устья — 417 м над уровнем моря.

## Происхождение названия
Происходит от бур. худа — «сват». Некоторые считают, что это родоплеменное название произошло от бурятского рода худай.

## Исторические сведения
Впервые о Куде упоминает Иван Похабов в 1649 году. В 1667 году в устье реки возникла Казачья слобода, ныне деревня Усть-Куда; в 1679 году появилась слобода Кудинская. В 1672 году в Кудинской (Красной) слободе было 12 дворов пашенных крестьян.

## Данные водного реестра
По данным государственного водного реестра России и геоинформационной системы водохозяйственного районирования территории РФ, подготовленной Федеральным агентством водных ресурсов:
- Бассейновый округ — Ангаро-Байкальский
- Речной бассейн — Ангара
- Речной подбассейн — Ангара до створа гидроузла Братского водохранилища
- Водохозяйственный участок — Ангара от Иркутского гидроузла до впадения реки Белой, без рек Иркут и Китой

## Основные притоки
(расстояние от устья)
- 13 км — Урик
- 52 км — Малый Кот (лв)
- 57 км — Оёк (пр)
- 61 км — Большой Кот
- 92 км — Мурин (лв)

## Населённые пункты
(от истока к устью)
Тимошинск, Ахины, Бухтумур, Байтог, Серафимовск, Бозой, Усть-Ордынский, Батхай, Капсал, Черёмушка, Жердовка, Максимовщина, Оёк, Бутырки, Турская, Позднякова, Хомутово, Куда, Грановщина, Урик, Столбова, Усть-Куда.